# Ocean Bluff-Brant Rock
Ocean Bluff-Brant Rock est une census-designated place (CDP) dans le Comté de Plymouth au Massachusetts, à 15 miles au nord de Plymouth.
Sa population était de 4 970 habitants en 2010.